# 萧应植
蕭應植（?—?），安徽懷寧人。
貢生出身。乾隆二十六年（1761年），擔任济源县令，主持编纂《濟源縣誌》，乾隆三十五年擔任揭陽令。